# Edmund Krengel
Edmund Krengel (* 1934 in Weiler; † 2009 in Cochem) war ein deutscher Maler, der sich der Art brut zurechnen lässt.

## Leben und Werk
Edmund Krengel wurde in der Gemeinde Weiler in der Eifel geboren. Er lebte und arbeitete ab 1955 bis zu seinem Tod im Kloster Ebernach im Stadtteil Sehl von Cochem. Ab 1986 war er in der Kreativwerkstatt „Ausdruck“ künstlerisch tätig.
Edmund Krengel wählte als Bildmotive ausschließlich Gebäude seiner Umgebung, wie etwa die Reichsburg Cochem. Zu seinen frühesten Arbeiten gehören „Schloss in Cochem“ und „Hochhaus in vierfacher Form“, deren Darstellung er sich einige Jahre lang überwiegend widmete. Seine Häuser und Schlösser bestehen aus „groben, eindimensionalen Wachsstift-Konstruktionen aus rotbraunen Balken, gelben Fenstern und schwarzen Dächern vor dunkelblauem Himmel“. Sie „bestechen durch das Zusammenspiel ihres strengen Bildaufbaus mit einem leuchtenden und durchscheinenden Farbauftrag. Die Geometrie steht für Ordnung und Übersicht, die leuchtende Farbe strahlt eine starke Innerlichkeit aus“. Krengel verwendete ausschließlich Wachsmalstifte in eindeutig von ihm bevorzugten Farbtönen.

## Auszeichnungen
Im Jahr 2000 wurde Edmund Krengel mit dem neu geschaffenen Europäischen Kunstpreis Malerei und Grafik von Künstlern mit geistiger Behinderung Euward ausgezeichnet. 2007 wurde ihm der Preis erneut verliehen.

## Ausstellungen (Auswahl)
- 2007: Euward 4. Haus der Kunst, München
- 2000: Euward 1. Galerie der Künstler, München / Expo 2000, Hannover
- 1999: Villa Bosch, Radolfzell
- 1998: Kulturfabrik, Koblenz
- 1997: Kunstsammlungen Limburg
- 1996: Kunstzentrum Bosen
- 1995: Tooley Street, London
- 1994: Rathaus Kastellaun
- 1993: The Cottons Center, London[1]